# Eiffelturm (Bilderserie von Delaunay)

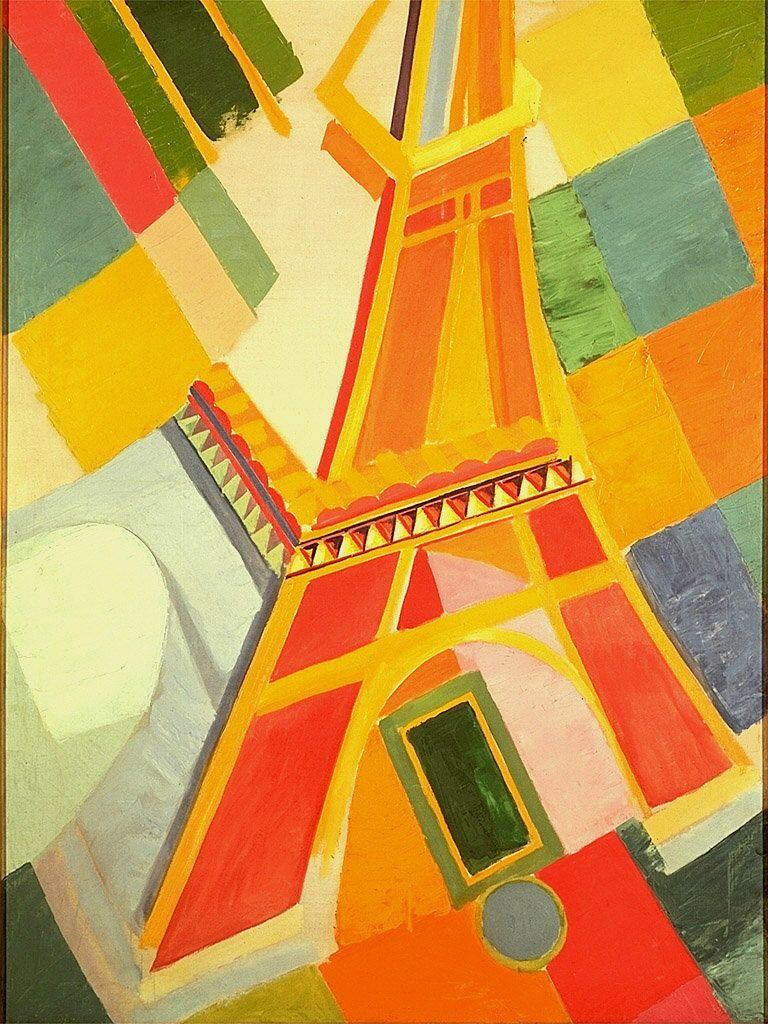
La Tour Eiffel von 1924–26 aus der Eiffelturm-Bilderserie

Eiffelturm ist eine Bilderserie des französischen Malers Robert Delaunay, die hauptsächlich in den Jahren 1909 bis 1912 entstand und sich durch weitere Gemälde bis 1928 hinzog. Es gibt vereinzelte Eiffelturm-Bilder nach 1928, die aber klassischerweise nicht der Bilderserie zugerechnet werden. Diese gilt einerseits als eine der bekanntesten künstlerischen Darstellungen des Eiffelturms und umfasst andererseits auch die bekanntesten Arbeiten Delaunays. Der Stil der meisten Bilder lässt sich dem Orphischen Kubismus zuordnen, einer vom Kubismus entwickelten Kunstrichtung, die von Delaunays Frau Sonia Delaunay-Terk und dem tschechischen Maler František Kupka begründet worden war. Der Bilderzyklus Eiffelturm ist zeitlich zwischen seiner Bilderserie zur gotischen Kirche St-Séverin im Pariser Quartier Latin und der Fenster-Serie („Les Fenêtres“) einzuordnen. Delaunay selbst bezeichnete den Eiffelturm als „Barometer der Kunst“. Er konnte ihn von seiner Wohnung aus sehen und hatte ihn damit täglich vor Augen.
Neben den über einem Dutzend bekannten und in Museen ausgestellten Hauptgemälden begleiten weitere Skizzen und Zeichnungen von Delaunay seine Gemälde. Insgesamt sind 30 Fassungen des Eiffelturms von Delaunay bekannt. In diversen Darstellungen zersplittert er die Form des Turmes teilweise radikal, spannt sie in ein Kräftefeld aus Linien und Strahlen ein und verwendet eine bewusst auf starke Farbkontraste abzielende Bildsprache. Außer der Licht- und Raumwirkung der Architektur des Turms thematisiert er damit auch die Funktionalität als Sendeturm. Die Abfolge von gestrichelten Linien sind als Morse- und Zeitzeichen zu verstehen. Ein entsprechender Hinweis ist beim Künstler selbst zu finden, der mit dem Start der Serie im Jahr 1909 gerade den Beginn des Eiffelturms als Sendeturm aufgriff und ihn damit in das Zentrum des Interesses rückte.

## Eiffelturm-Bilder
Die Liste führt die Hauptwerke zum Eiffelturm-Motiv von Robert Delaunay.
| 1909–1912, erste Serie     | 1909–1912, erste Serie | 1909–1912, erste Serie                            | 1909–1912, erste Serie                            | 1909–1912, erste Serie                   |
| Jahr                       | Bild                   | originaler Werktitel                              | Bildinformationen                                 | Museum/Sammlung                          |
| -------------------------- | ---------------------- | ------------------------------------------------- | ------------------------------------------------- | ---------------------------------------- |
| 1909                       |                        | La Tour à l’univers s’adresse                     | Öl auf Leinwand 96,5 × 70,5 cm (H × B)            | Philadelphia Museum of Art               |
| 1909–1910                  |                        | La Tour Eiffel                                    | Öl auf Leinwand 116,0 × 81,0 cm (H × B)           | Staatliche Kunsthalle Karlsruhe          |
| 1910                       |                        | La tour aux rideaux                               | Öl auf Leinwand 116,0 × 97,0 cm (H × B)           | Kunstsammlung Nordrhein-Westfalen        |
| 1910                       |                        | Tour Eiffel aux arbres                            | Öl auf Leinwand 126,4 × 92,8 cm (H × B)           | Solomon R. Guggenheim Museum             |
| 1910–1911                  |                        | La Tour Eiffel                                    | Öl auf Leinwand 130 × 97 cm (H × B)               | Museum Folkwang                          |
| 1911                       |                        | Tour Eiffel                                       | Öl auf Leinwand 202,0 × 138,4 cm (H × B)          | Solomon R. Guggenheim Museum             |
| 1911                       |                        | La Tour Eiffel rouge                              | Öl auf Leinwand 160,7 × 128,6 cm (H × B)          | Art Institute of Chicago                 |
| 1911–1912                  |                        | La Tour Rouge                                     | Öl auf Leinwand 125,0 × 90,3 cm (H × B)           | Solomon R. Guggenheim Museum             |
| 1911–1912                  |                        | Les trois Grâces (étude pour "La Ville de Paris") | Öl auf Leinwand 54,0 × 81,0 cm (H × B)            | Privatsammlung                           |
| 1910–1912                  |                        | La Ville de Paris                                 | Öl auf Leinwand 267,0 × 406,0 cm (H × B)          | Musée d’art moderne de la Ville de Paris |
| 1920er Jahre, zweite Serie |                        |                                                   |                                                   |                                          |
| 1922                       |                        | La Tour Eiffel et jardin du champs de mars        | Öl auf Leinwand 178,0 × 170,4 cm (H × B)          | Hirshhorn Museum and Sculpture Garden    |
| 1924                       |                        | La Tour Eiffel                                    | Öl auf Leinwand 161,6 × 96,8 cm (H × B)           | Dallas Museum of Art                     |
| 1924–1926                  |                        | La Tour Eiffel                                    | Öl auf Leinwand 160,6 × 120,0 cm (H × B)          | Hirshhorn Museum and Sculpture Garden    |
| 1926                       |                        | La Tour Eiffel                                    | Öl auf Leinwand 169,0 × 86,0 cm (H × B)           | Musée d’art moderne de la Ville de Paris |
| 1926                       |                        | La Tour Eiffel                                    | Öl auf Leinwand 169,0 × 86,0 cm (H × B)           | Musée d’art moderne de la Ville de Paris |
| 1926–1928                  |                        | La Tour Eiffel                                    | Conté-Zeichnung auf Papier 62,3 × 47,5 cm (H × B) | Solomon R. Guggenheim Museum             |

## Vermächtnis und Rezeption
Delaunays Bilderserie löste auch eine Reihe von anderen Architekturmalereien aus. So malte beispielsweise der US-Amerikaner John Marin 1912 das Woolworth Building in New York; sein Bild Woolworth Building, No. 31 befindet sich heute in der National Gallery of Art. Später inspirierte Delaunay den kanadischen Künstler Greg Curnoe (1936–1992), in den 1980er und 1990er Jahren eine vergleichbare Serie von Bildern vom CN Tower in Toronto anzufertigen.
Das 1913 erschienene Künstlerbuch La prose du Transsibérien et de la Petite Jehanne de France, das in Zusammenarbeit mit Delaunays Frau Sonia und dem Schriftsteller Blaise Cendrars entstand, bildet ein Langgedicht ab, welches eine Reise mit der Transsibirischen Eisenbahn am Pariser Eiffelturm enden lässt. Geplant war eine streng limitierte Auflage von 150 nummerierten und signierten Exemplaren. Das kunstvolle Buch besteht aus vier aufklappbaren Bögen in rot, blau, grün und schwarz. Die von Sonia Delaunay gestalteten Verzierungen auf dem Bogen konnten bis zu einer Größe von 1985 × 356 Millimeter aufgefaltet werden, was beim Aneinanderlegen der aufgefalteten Bücher der Höhe des Eiffelturms gleich gekommen wäre. Tatsächlich sind nur etwa 60 bis 100 Exemplare des Buches erschienen, was sie zu begehrten Kunstobjekten macht, die (Stand 2022) für mehrere hunderttausend Euro gehandelt werden. Cendrars, der mit Delaunay befreundet war, schrieb dazu in seinem Essay Aujourd’hui:

„Sobald ich hinausgehen konnte, begleitete ich Delaunay zum Turm. Hier unsere Reise um den Eiffelturm. Keine bis heute bekannte Kunstformel könnte Anspruch darauf erheben, den Fall Eiffelturm bildnerisch gelöst zu  haben. Der Realismus verkleinerte ihn; die alten Gesetze der italienischen Perspektive machten ihn dünner. Der Turm streckte sich über Paris fein wie eine Hutnadel. Wenn wir uns von ihm entfernten, dominierte er über Paris, steif und senkrecht; wenn wir uns ihm näherten, neigte er sich und beugte sich über uns. Gesehen von der ersten Plattform, schraubte er sich nach oben, gesehen von der Spitze, fiel er in sich zusammen. die Beine gespreizt, den Hals eingezogen. Delaunay wollte gleichzeitig Paris um ihn herum wiedergeben, ihn einbauen. […]“

Eines der 1911 erschaffenen Eiffelturm-Bilder wurde in der BBC-Serie 100 Great Paintings als Meisterwerk behandelt.
Vom 31. August bis zum 18. November 2018 zeigte das Kunsthaus Zürich unter dem Titel Robert Delaunay und Paris die bis dahin umfangreichste Sammlung von Delaunays Werk, die insbesondere seine Beziehung zur Heimatstadt Paris und die zentralen Themen beleuchtete. Dabei wurden auch Bilder seiner bekannten Serie von Eiffelturm-Darstellungen gezeigt.